# Andrzej Skrzydlewski
Andrzej Skrzydlewski est un lutteur polonais né le 6 novembre 1946 à Ksawerów où il est mort le 28 mai 2006.

## Palmarès

### Jeux olympiques
- Médaille de bronze en catégorie poids lourds aux Jeux olympiques de 1976 à Montréal
- participation aux Jeux olympiques de 1972 à Munich

### Championnats du monde
- Médaille de bronze en catégorie des moins de 100 kg en 1975
- Médaille de bronze en catégorie des moins de 100 kg en 1973

### Championnats d'Europe
- Médaille de bronze en catégorie des moins de 100 kg en 1977
- Médaille d'argent en catégorie des moins de 100 kg en 1972

### Championnats polonais
- 6 titres de Champion national en 1969, 1971, 1972, 1974, 1975, et 1977.